# 洪民生
洪民生（1932年1月—），笔名长青，男，浙江宁波人，中国新闻编辑家、书法家，中央电视台高级编辑，曾任中央电视台副台长、总编辑，中国电视艺术家协会主席团委员。